# Ederranus
Ederranus — род цикадок из отряда Полужесткокрылых. 

## Описание
Цикадки размером 5-6 мм. Умеренно стройные, с широкой, поперечной  выступающей головой. Переход лица в темя закруглен. В СССР 2 вида.  
- Ederranus discolor (Sahlberg, 1871)
- Ederranus sachalinensis (Matsumura, 1911)